# Gauche ouvrière et paysanne
Pour les articles homonymes, voir GOP.
La Gauche ouvrière et paysanne (GOP) est un courant du Parti socialiste unifié fondé en 1971, devenu autonome en 1974. Il change de nom pour Organisation communiste - Gauche ouvrière et populaire avant de fusionner en 1976 avec l'Organisation communiste - Révolution ! pour former l'Organisation communiste des travailleurs.

## Histoire

### Au sein du PSU
Lors du septième congres du PSU qui se tient à Lille du 26 au 28 juin 1971,, le courant majoritaire récolte 53 % des voix et le « courant 5 » en récolte 20 %.
En mai 1972, le « courant 5 » se renomme Gauche ouvrière et paysanne,. Au mois de novembre elle défend une orientation nommée Vers le communisme.
Lors du huitième congrès qui se tient à Toulouse du 9 au 11 décembre, la Gauche ouvrière et paysanne récolte 16 % des voix mais voit sa section parisienne exclue du PSU. Ces derniers créent Pour le communisme avec comme figures Marc Heurgon, Emmanuel Terray et Alain Lipietz.
Le 15 avril 1974, le PSU déclare soutenir François Mitterrand pour l'élection présidentielle. Le courant Gauche ouvrière et paysanne, qui souhaite que le parti soutienne Charles Piaget, quitte le PSU dans sa quasi-totalité et fonde le Parti d'unité populaire, avec notamment Abraham Béhar et Jean-Pierre Mignard.
Une petite partie de la GOP reste au PSU et fonde le Courant communiste autogestionnaire lors du congrès d'Amiens qui se tient du 14 au 16 décembre 1974.

### Une brève autonomie
Les 7 et 8 octobre 1975, Pour le communisme et le Parti d'unité populaire fusionnent pour créer l'Organisation communiste - Gauche ouvrière et populaire,.
Le second congrès se tient les 20 et 21 juin 1976.
Les 4 et 5 décembre 1976, à l'occasion d'un congrès commun, la Gauche ouvrière et populaire fusionne avec l'Organisation communiste-Révolution ! afin de former l'Organisation communiste des travailleurs,,,,.

## Idéologie et organisation
La GOP se réclame du maoïsme,,,. Elle dispose, principalement à Lyon, d'une importante implantation ouvrière.
Son journal est L'Outil des travailleurs, ; son no 0 paraît en avril 1971 et le no 1 en novembre de la même année. Alain Lipietz rédige l'édito à partir du n° 2, il est toutefois relu par un comité d'ouvriers, de paysans et d'employés.
Alain Viguier est membre de la direction régionale parisienne.
Elle compte aussi parmi ses membres Gilles Lemaire, Gustave Massiah, Bernard Lambert ainsi que Jacques Sauvageot.
En 1976, à Tours, lors des élections cantonales, la GOP soutient Mérija Surduts, avocate et militante au Mouvement pour la liberté de l'avortement et de la contraception.

## Militantisme
Durant les années 1970, la GOP est très impliquée dans la lutte du Larzac, notamment lors la marche de l'été de 1973 où une soixantaine de militants de Pour le communisme se joignent à la manifestation.